# 켄트로사우루스 (검룡)
켄트로사우루스(Kentrosaurus)는 쥐라기 후기 아프리카 탄자니아에서 발견된 검룡류 일종의 초식 공룡이다. 동일 시대에 살았던 스테고사우루스와 같은 속에 속한다. 학명은 '뾰족한 가시 도마뱀'이란 의미를 가지고 있다.

## 형태

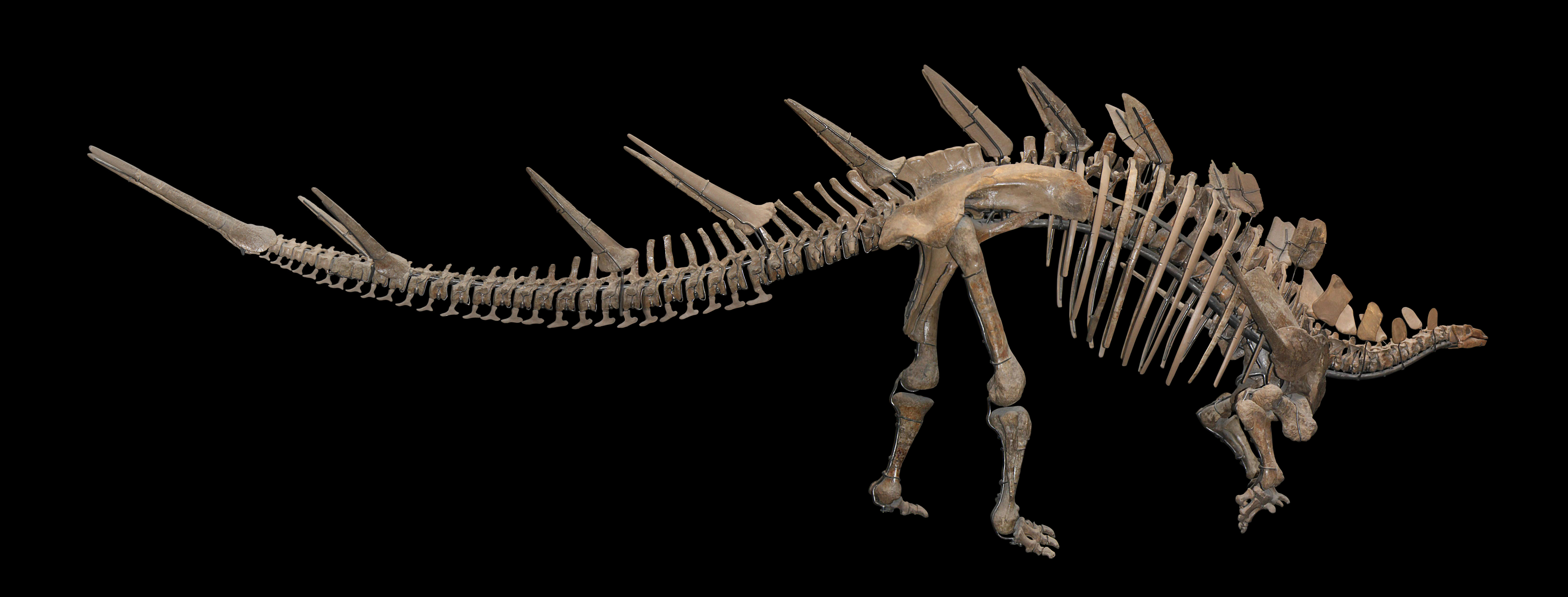
거의 완벽한 켄트로사우루스 골격 화석.

스테고사우루스와 같은 속에 속하지만, 크기나 몸의 유연성, 갑옷 등의 형태를 볼 때 다소 차이가 있다. 켄트로사우루스의 몸 전체 크기는 약 2.5~5m, 체중은 400kg~1.5t이었을 것으로 추정되어 스테고사우루스보다는 소형으로 보인다.